# Omega-9 masna kiselina
n−9 masne kiseline (ω−9 masne kiseline, omega-9 masne kiseline) su familija nezasićenih masnih kiselina koje imaju zajedničku terminalnu ugljenik–ugljenik dvostruku vezu u n−9 poziciji, koja je deveta veza sa metil kraja masne kiseline.

## Osobine
Neke n−9 kiseline su uobičajene komponente životinjskih masti i biljnih ulja. Dve n−9 masne kiseline su od većeg industrijskog značaja: 
- Oleinska kiselina (18:1, n−9), koja je glavna komponenta maslinovog ulja i drugih mononezasićenih masti
- Erukinska kiselina (22:1, n−9), koja je prisutna u uljanoj repici, semenu šeboja, i semenu gorušice.

Za razliku od −3 i −6 masnih kiselina, n−9 masne kiseline nisu klasifikovane kao esencijalne masne kiseline (EFA). One se mogu formirati u ljudskom telu iz nezasićenih masti. Nedostatak n−6 dvostruke veze onemogućava njihovo učestvovanje u reakcijama u kojima se formiraju eikozanoidi.
U okolnostima izuzetne EFA deprivacije, sisari elongiraju i desaturiraju oleinsku kiselinu da bi formirali mead kiselinu, (20:3, n−9). Do toga takođe dolazi u manjoj meri kod vegetarijanaca i semi-vegetarijanaca.

## Lista−9 masnih kiselina
| Uobičajeno ime         | Lipidno ime | Hemijsko ime                      |
| ---------------------- | ----------- | --------------------------------- |
| Oleinska kiselina      | 18:1 (−9)   | 9-oktadecenoinska kiselina        |
| Elaidinska kiselina    | 18:1 (−9)   | (E)-oktadek-9-enoinska kiselina   |
| Eikozenoinska kiselina | 20:1 (−9)   | 11-eikozenoinska kiselina         |
| mead kiselina          | 20:3 (−9)   | 5,8,11-eikozatrienoinska kiselina |
| Erukinska kiselina     | 22:1 (−9)   | 13-dokozenoinska kiselina         |
| Nervonska kiselina     | 24:1 (−9)   | 15-tetrakozenoinska kiselina      |

## Literatura
- Cyberlipid Center. „Polyenoic fatty acids”. Архивирано из оригинала 30. 09. 2018. г. Приступљено 11. 2. 2006.